# Rue Benoît-Arzac
La rue Benoît-Arzac est une voie de Toulouse, chef-lieu de la région Occitanie, dans le Midi de la France.

## Situation et accès

### Description
La rue Benoît-Arzac est une voie publique. Elle se trouve au cœur du quartier Saint-Cyprien, dans le secteur 2 - Rive gauche. Elle naît au nord de la place Benoît-Arzac, au carrefour de la rue Maurice-Jacquier. Longue de 108 mètres, large de 8 mètres, elle est rectiligne et orientée au nord. Elle se termine au carrefour de la rue de la République.
La chaussée compte une seule voie de circulation automobile en sens unique, de la place Benoît-Arzac vers la rue de la République. Elle est définie comme une zone de rencontre et la vitesse y est limitée à 20 km/h. Il n'existe pas de bande, ni de piste cyclable, quoiqu'elle soit à double-sens cyclable.

### Voies rencontrées
La rue Benoît-Arzac rencontre les voies suivantes, dans l'ordre des numéros croissants (« g » indique que la rue se situe à gauche, « d » à droite) :
1. Rue Maurice-Jacquier (g)
2. Place Benoît-Arzac (d)
3. Rue de la République

### Transports
La rue Benoît-Arzac n'est pas directement desservie par les transports en commun Tisséo. Elle est cependant proche du cours Dillon et du Pont-Neuf, où se trouvent les arrêts de la ligne de Linéo L4 et de la navette Ville. À l'ouest, autour de la place intérieure Saint-Cyprien, se trouve la station Saint-Cyprien – République, sur la ligne de métro , et au-delà, le long des allées Charles-de-Fitte, les arrêts des lignes de bus 13144566.
Il existe plusieurs stations de vélos en libre-service VélôToulouse dans les rues voisines : les stations no 75 (12 place Charles-Laganne) et no 76 (34 rue de la République).

## Odonymie
La rue est nommée en hommage à Benoît Joachim Arzac (1767-1858). Industriel, il fonde une filature de soie et encourage la plantation de mûriers le long des routes. Il est également conseiller municipal et conseiller général de la Haute-Garonne pour le canton Ouest entre 1848 et 1852. Il y défend en particulier la création de la ligne de chemin de fer de Bordeaux à Toulouse. En 1852, il fait la donation d'une somme annuelle de 600 francs en faveur de l'organisation d'une fête sur la prairie des Filtres pour le quartier Saint-Cyprien.

## Patrimoine et lieux d'intérêt
- no  3 : immeuble (fin du XIXe siècle)[4].